# Chiesa dei Santi Defendente e Rocco
La chiesa dei Santi Defendente e Rocco, o come più spesso detta chiesa di San Defendente, è un edificio religioso eretto durante la pestilenza degli anni Settanta del Quattrocento a Clusone, in val Seriana in provincia di Bergamo.

## Storia
La dedicazione della chiesa ai santi Defendente e Rocco è fatta risalire, o all'anno della sua costruzione 1471, o all'epidemia di peste che colpì la val Seriana nel 1477. I due santi sono i patroni protettori dalle epidemie; a loro si rivolsero costantemente i clusonesi per scampare al pericolo del morbo. Per ringraziarli della protezione ottenuta, i cittadini fecero costruire questa chiesa come ex voto e fin da subito le sue pareti cominciarono ad accogliere immagini dei santi più venerati e invocati dagli abitanti; vi troviamo riprodotti nelle iscrizioni degli ex voto sotto le immagini votive nomi di note famiglie cittadine, alcune delle quali figuravano tra i membri della Confraternita dei santi Defendente e Rocco che faceva capo a questa chiesa fin dalla fondazione. Nella visita apostolica del cardinale Borromeo nel 1575, la chiesa viene definita Oratorio quasi Campestre, a significare che si trovava nel contado, fuori dal centro cittadino che ospitava il polo religioso, civile e manifatturiero. Questo non significa che l'area non avesse rilevanza. La chiesa sorgeva proprio fuori dalle mura difensive e dalla porta di Cima Clusone, poi diventata porta San Defendente, e si configurava come un importante luogo di fede sull'asse viario da cui entravano e uscivano mercanti, militari, pellegrini e cittadini di Clusone.
Con il decreto del Regno d'Italia napoleonico del 25 aprile 1806 la confraternita di san Rocco e san Defendente che gestiva la chiesa, venne abolita ed essa, rimasta di proprietà della parrocchia fu chiusa al culto. Il 3 giugno 1809 fu venduta al demanio che la adibì a polveriera e a deposito. Nel 1863 fu riaperta al culto per un breve periodo di tempo, poi la chiesa fu nuovamente chiusa, cadendo nell'abbandono con gravi danni alla struttura agli affreschi interni ed esterni.
Acquistata nel 1878 dall'arciprete Rizzoli, la chiesa di san Defendente ebbe una serie di opere di restauro strutturale, anche con la dotazione di un nuovo campanile; venne riaperta al culto nel 1894. Dopo il 1904 venne nuovamente abbandonata, riaprendo solamente nell'agosto 1971, in seguito a dei lavori di restauro.
Tra il 1995 e il 2004 ulteriori restauri, interni ed esterni, hanno portato alla luce altri affreschi risalenti ai secoli XV e XVI.

## Descrizione

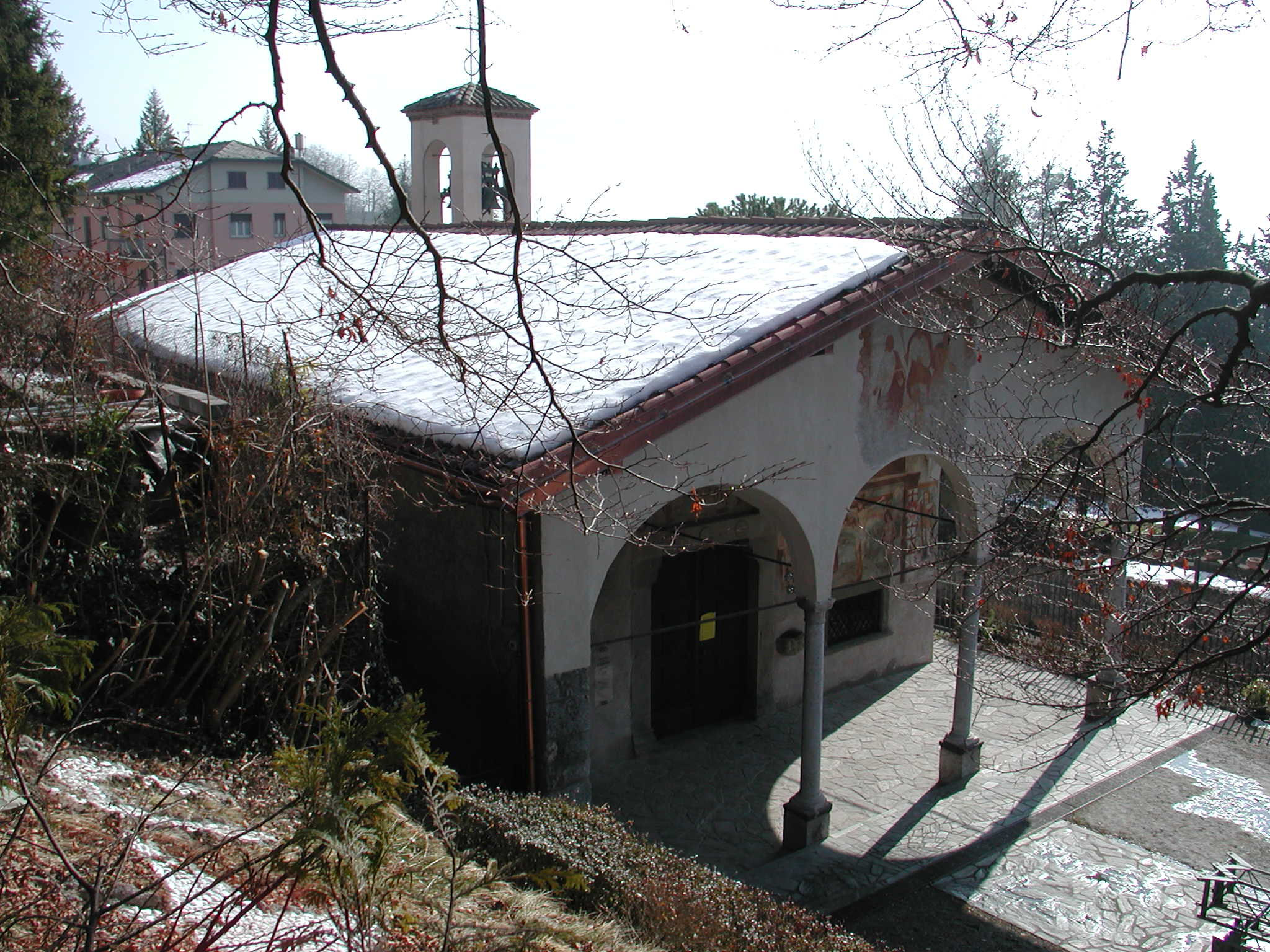
La chiesa di San Defendente vista dall'alto

La struttura architettonica assai semplice, a navata unica, arco trionfale ad ogiva e presbiterio voltato a crociera, ricalca lo schema delle chiese tardo quattrocentesche diffuse sul territorio. Il piccolo campanile e il portico a tre campate edificato alla fine del Cinquecento, sono elementi caratterizzanti la chiesa. Le tre campate del portico sono addossate all’originaria facciata a capanna, occultandone quindi gli affreschi del primo Cinquecento. Questo elemento architettonico era funzionale ad ospitare i fedeli che non trovavano posto all’interno. Le due finestrelle, anch’esse cinquecentesche, sono state aperte per consentire la contemplazione dell’altare e la preghiera anche senza entrare e per dare più luce all'ambiente.

### Esterno
Gli affreschi votivi di questo oratorio furono commissionati da coloro che ricevettero grazie e guarigioni per intercessione dei santi. Gli affreschi sono per la maggior parte ex voto che raccontano il sentimento religioso e la vita quotidiana della comunità di Clusone.

#### La Natività con i santi Defendente e Rocco
In questo affresco, che vede in primo piano la Sacra Famiglia con i due santi patroni, si trova uno scorcio di vita quotidiana nello sfondo paesaggistico: pastori, pecore, paesaggio a terrazze su cui si muovono i pastori e, tra essi, la curiosità di un suonatore di baghèt. L'affresco è datato nel cartiglio dell’angelo al 1517.

#### Madonna in trono con Bambino tra i santi Martino e Defendente

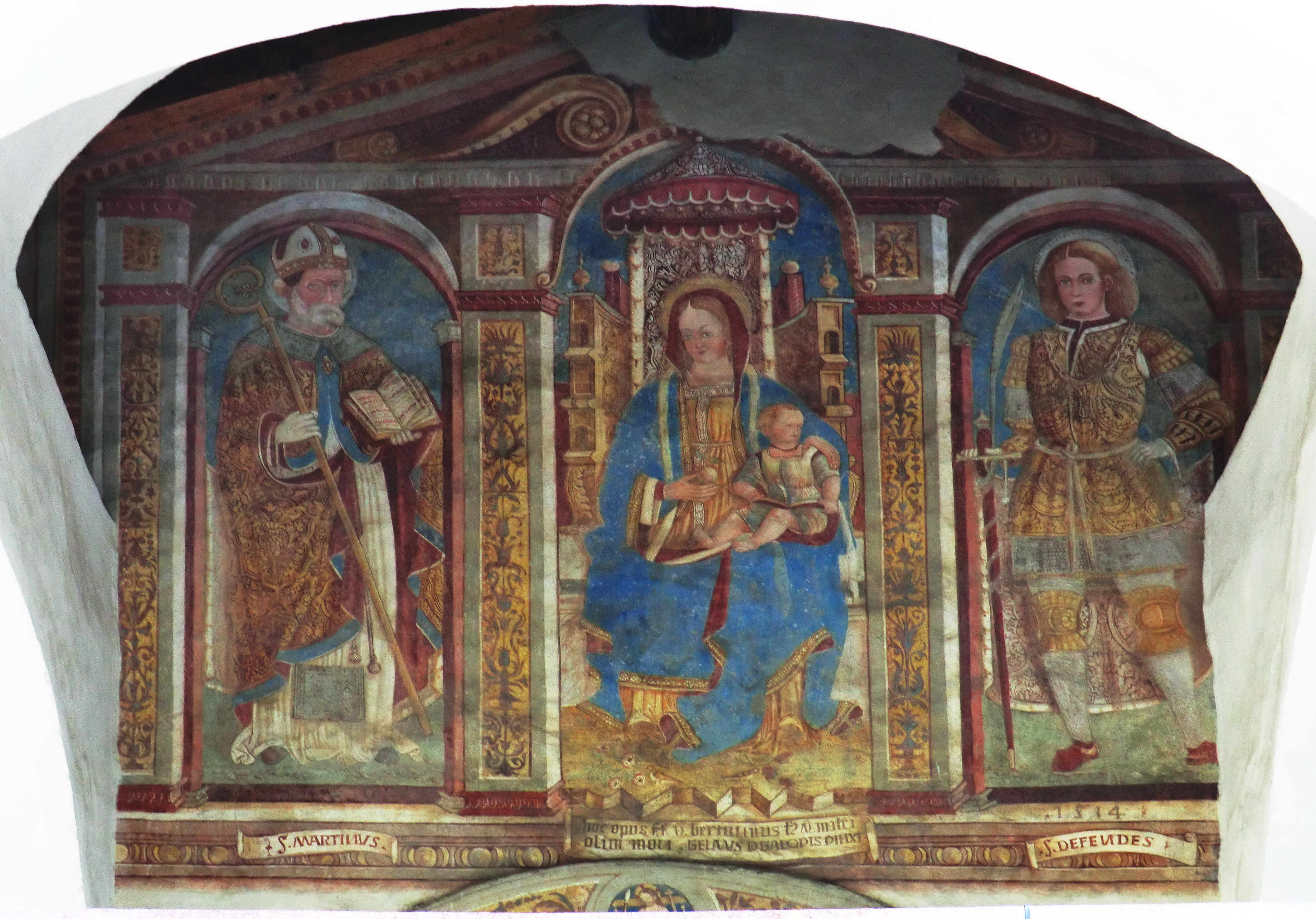
Madonna in trono con Bambino tra i santi Martino e Defendente

Il trittico, dipinto nel 1514 campeggia sulla facciata ed è di grandi dimensioni. Nell’iscrizione si identifica l’autore, Gelmo de Galopis, pittore clusonese morto durante la pestilenza del 1516. La vergine col bambino è rappresentata in maestà con grande cura dei particolari, accanto a lei san Defendente con una sontuosa armatura e giornea da parata, palma del martirio e spada. La presenza di san Martino è legata, come la diffusione del suo culto nella valle, alla soggezione di queste terre al monastero di Tours, in seguito alla donazione di Carlo Magno del 774.

#### Crocifissione con i santi Rocco e Sebastiano – La santissima Trinità
L’episodio della crocifissione cui assistono i due santi protettori in caso di peste si può leggere in due modi: in orizzontale, esaminando i dettagli della scena con il Cristo sulla grande croce lignea e i dischi del sole e luna ai lati, il volo degli angeli che raccolgono il Preziosissimo Sangue e in verticale, quando si osserva la raffigurazione della Trinità con Dio Padre con gesto da giudice circondato dagli strumenti della Passione, la colomba dello Spirito Santo nel mezzo tra Dio e il Figlio; il messaggio di questo tema è quello della salvezza attraverso la croce. Il tema degli strumenti della Passione di Cristo ricorre tre volte negli affreschi esterni della chiesa: la Trinità, il piccolo medaglione sopra la lunetta con il Cristo nel sepolcro e la Pietà nella piccola lunetta sovrapporta dell’ingresso laterale sud.

#### San Francesco da Paola
Questo è un affresco datato al 1597. L'immagine rappresenta la visione del santo che indica la vergine. Dal tratto pittorico e dallo stile potrebbe trattarsi di un affresco ad opera del pittore clusonese Domenico Carpinoni.

#### Immagini: esterno

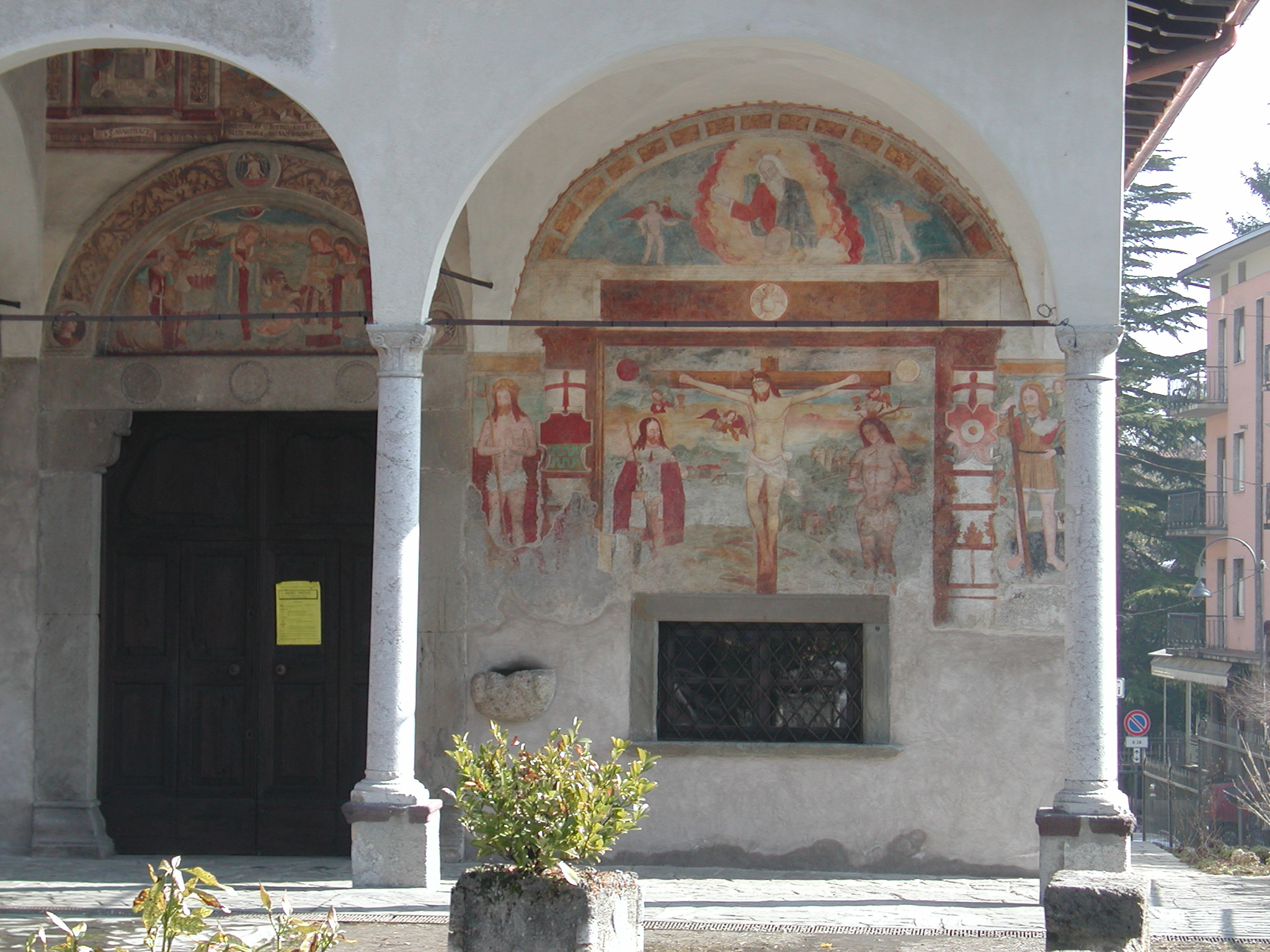
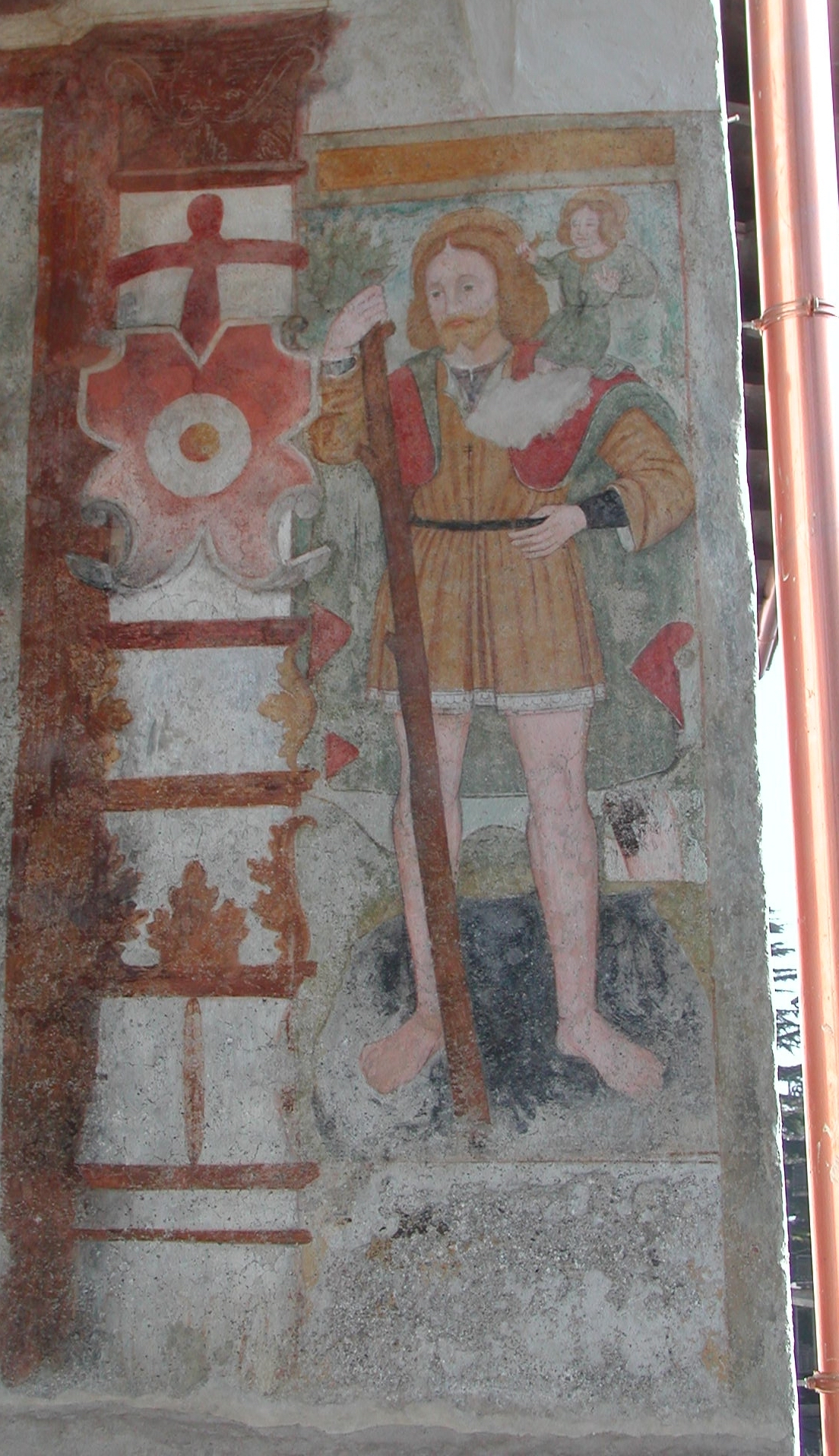
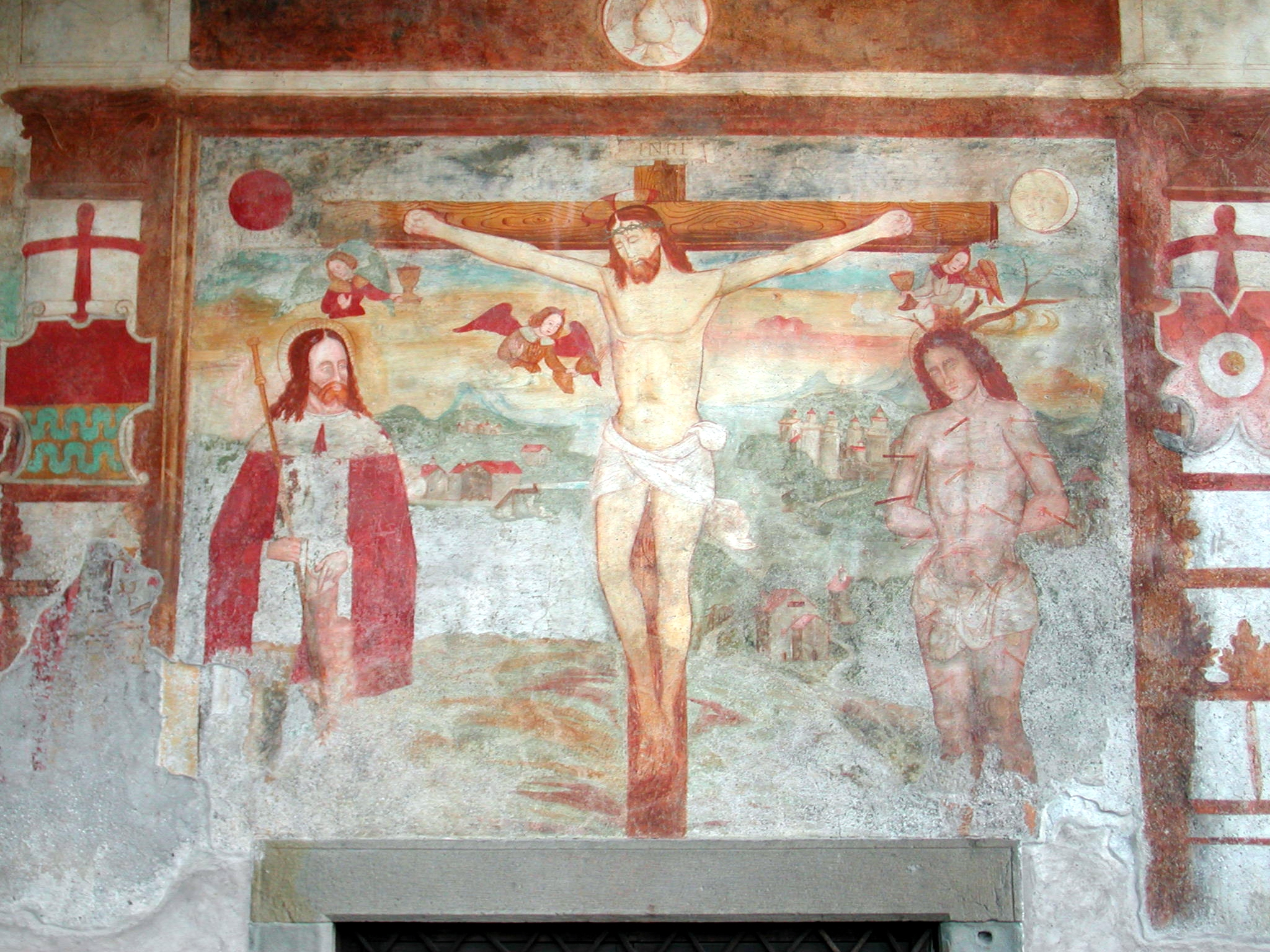
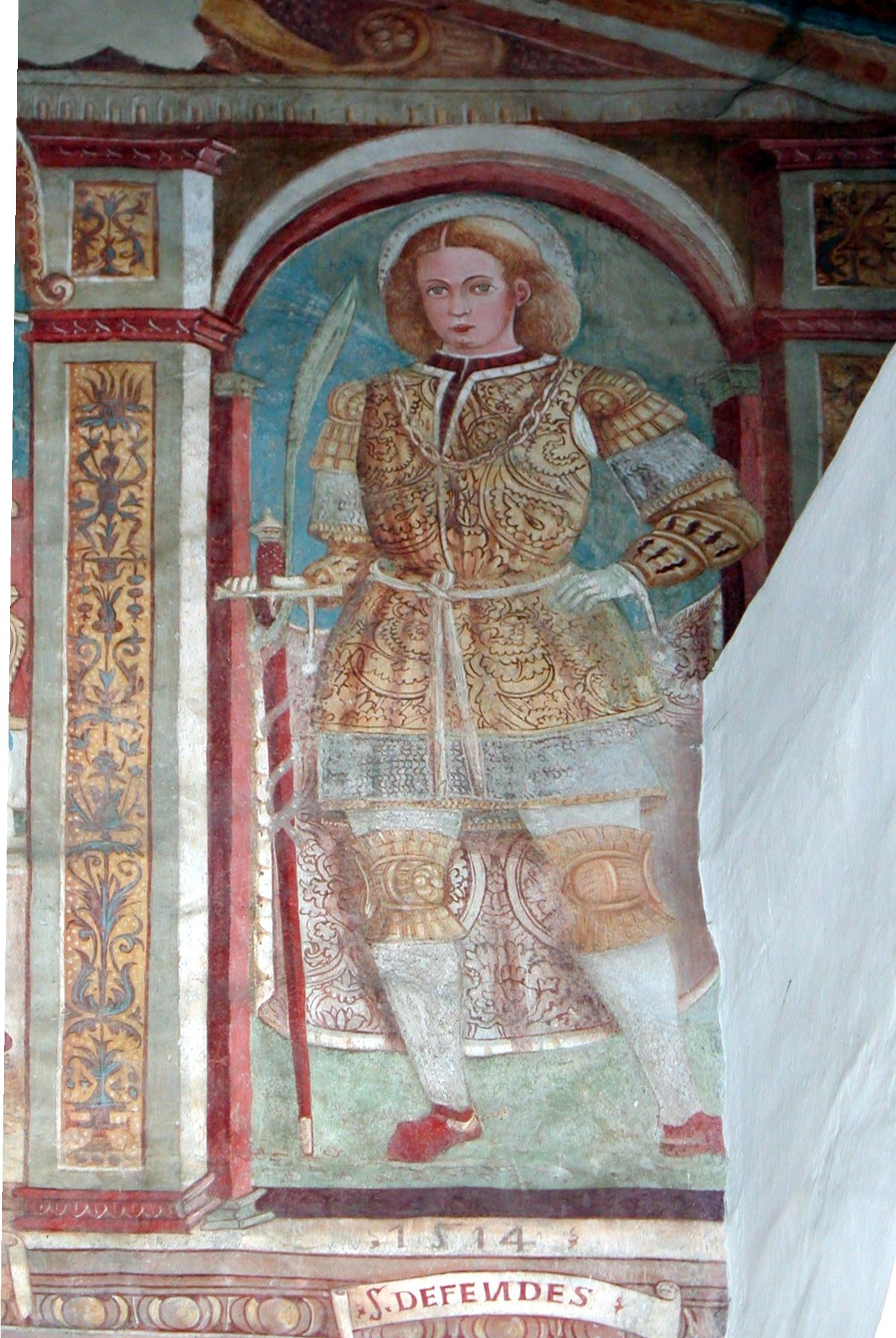
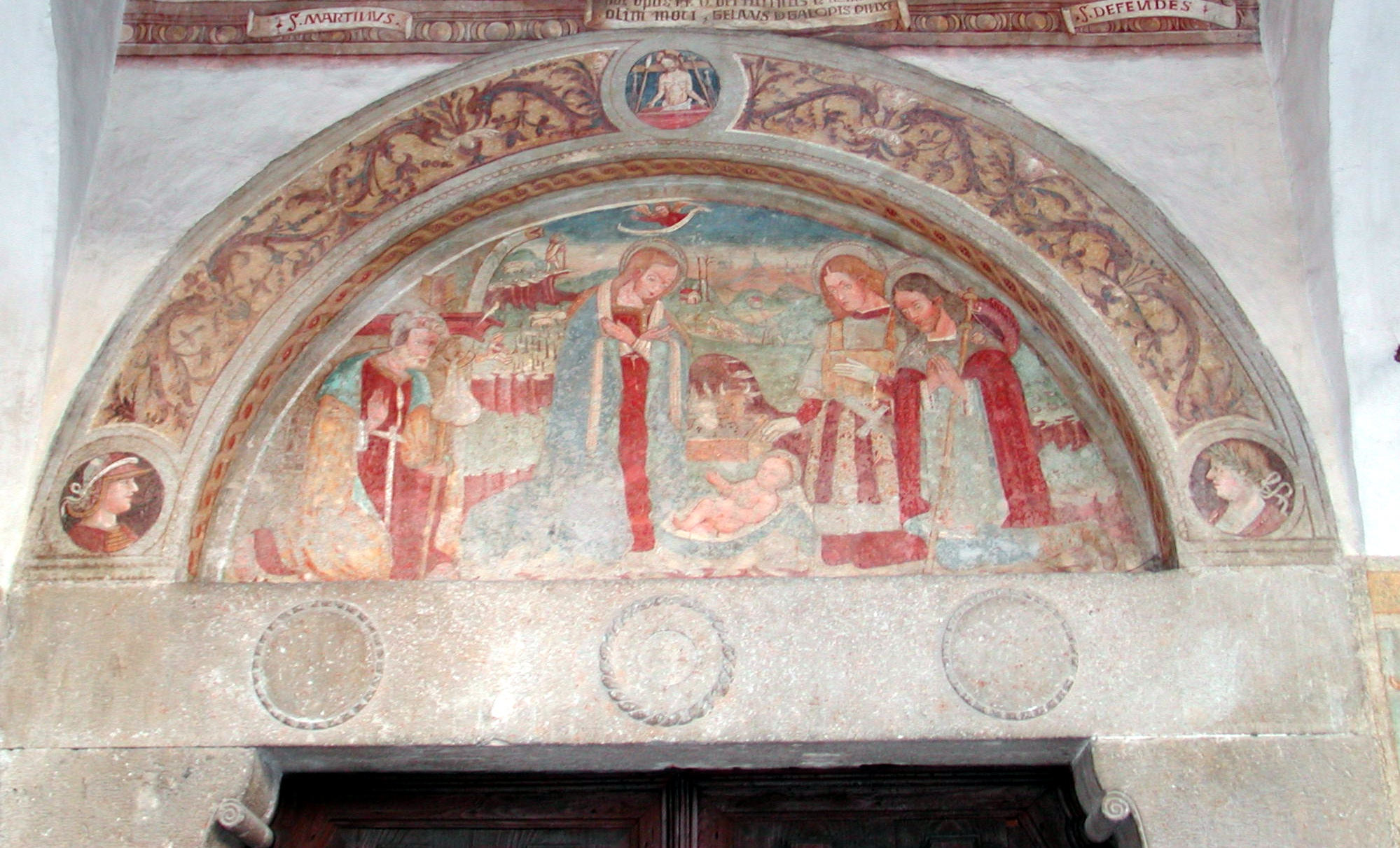
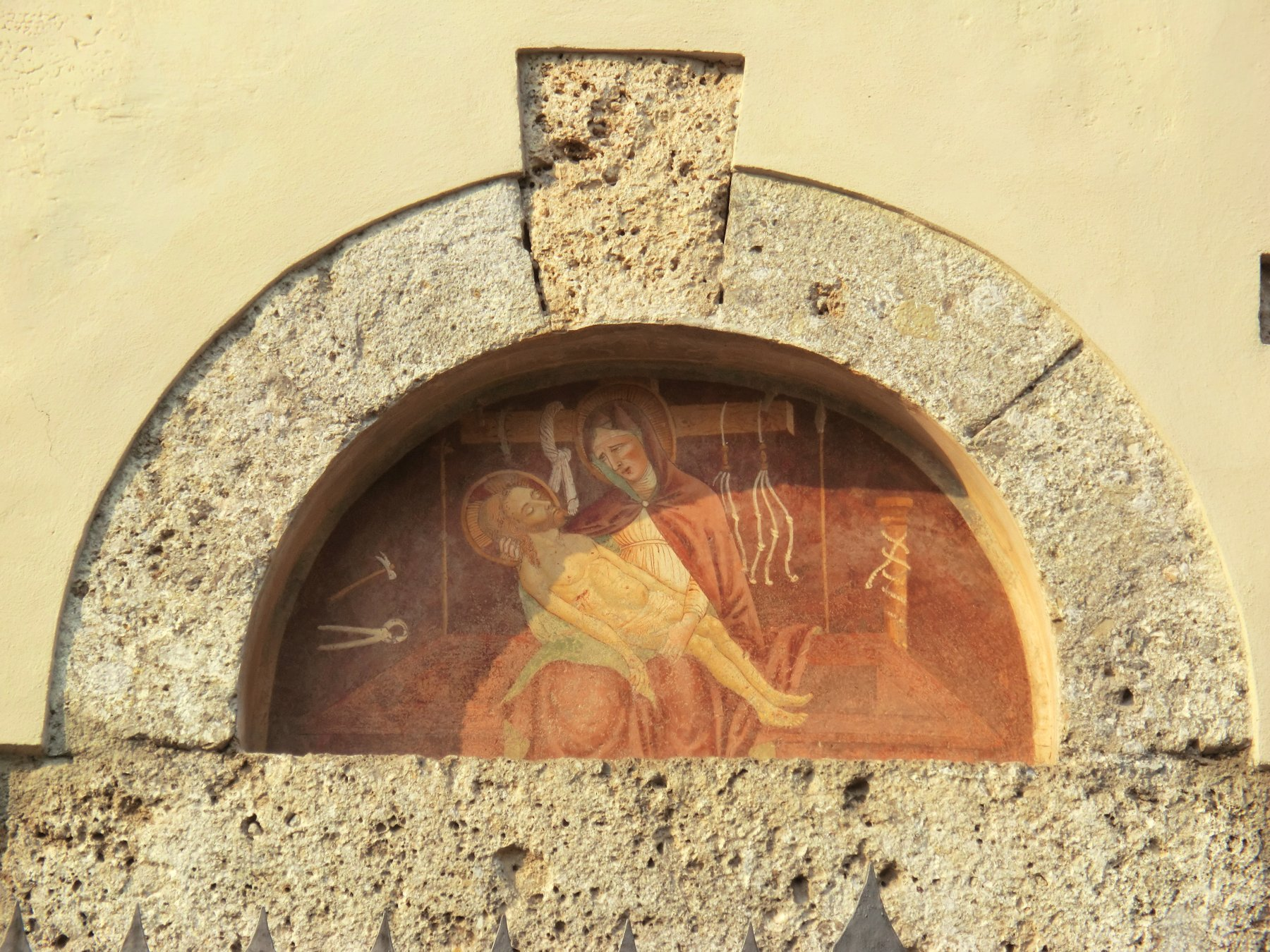
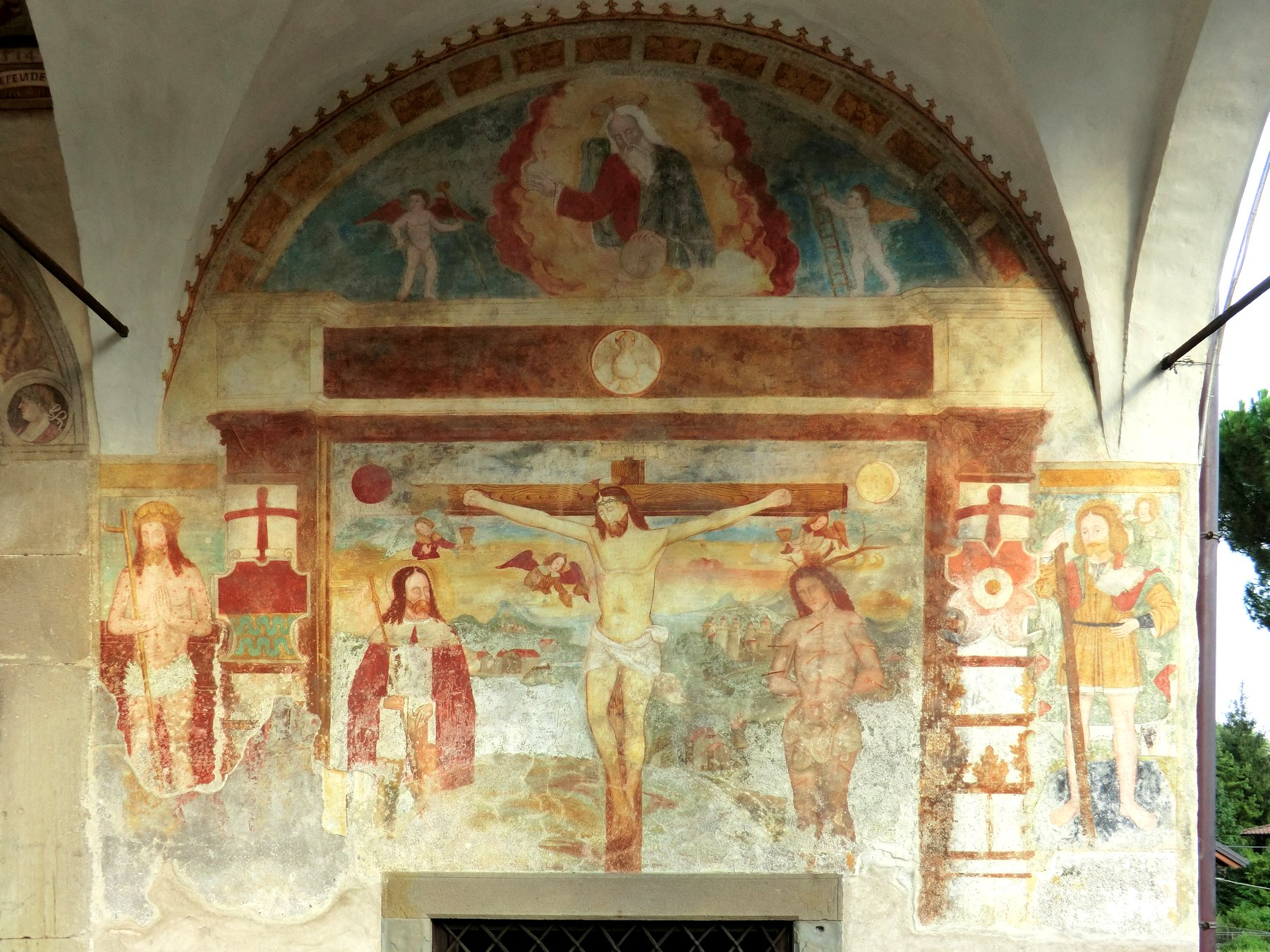
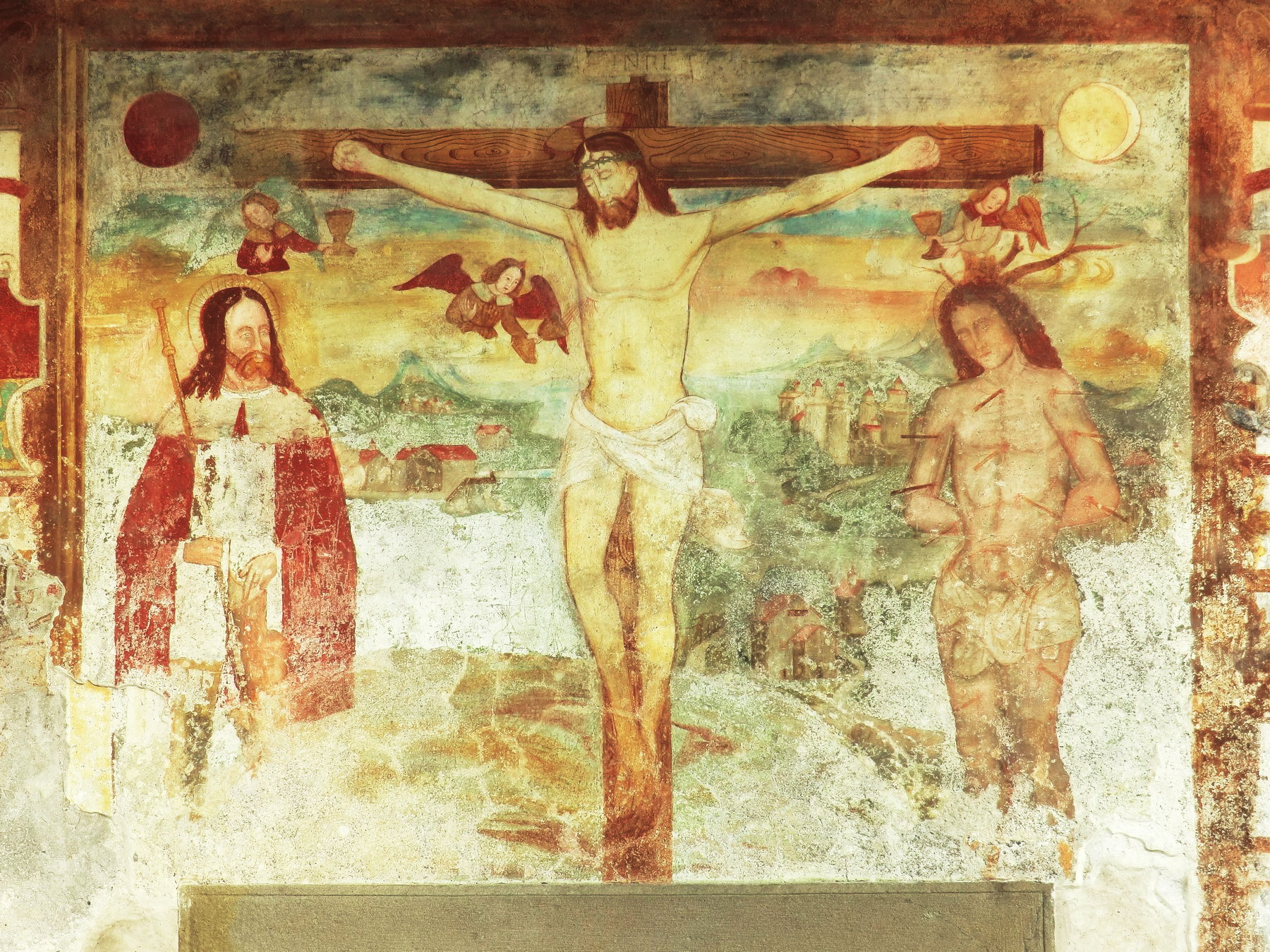

### Interni
L'interno della chiesa mostra solo una parte degli affreschi che un tempo dovevano ricoprire buona parte delle pareti della navata. Sotto l'intonaco delle pareti sono infatti presenti almeno tre strati affrescati, risalenti agli anni Trenta e Quaranta del Cinquecento.
Un elemento che colpisce il visitatore all’interno della chiesa è la ripetitività delle immagini dei santi, soprattutto san Rocco (26 volte) e san Defendente (25 volte); nel medioevo le figure dei santi non sono sentite come sovrabbondanza, ma come preghiera ripetuta e come continua richiesta di protezione. Nelle tante effigi di san Defendente presenti nella chiesa, ci sono varie tipologie di rappresentazione, sulla base di diversi modelli iconografici. San Defendente viene rappresentato come: soldato con armatura all’antica, soldato con armatura cinquecentesca, giovane in abiti civili in rapporto al costume dell’epoca in cui sono stati realizzati gli ex voto.

#### San Defendente
L'affresco è posto sulla sinistra della parete nord della chiesa. Nella raffigurazione il santo è rappresentato in maniera regale: questo è dovuto all’abito e al bastone decorati, e ai numerosi accessori dell’abbigliamento, come catene d’oro e polsini. che conferiscono all’immagine un gusto aristocratico e cortese, segno di una committenza raffinata. La mazza chiodata che tiene in mano diventa simbolo di regalità ed indica il tentativo dell'imperatore Massimiano di colpirlo; infatti secondo la leggenda si dice che l’imperatore abbia scagliato una mazza verso san Defendente e che miracolosamente la mazza lo abbia schivato e sia andata a deporsi ai suoi piedi, in modo tale che il santo potesse raccogliere lo scettro dell’imperatore e proclamare la vittoria del cristianesimo sul culto pagano.

#### Serie di tre raffigurazioni di San Rocco

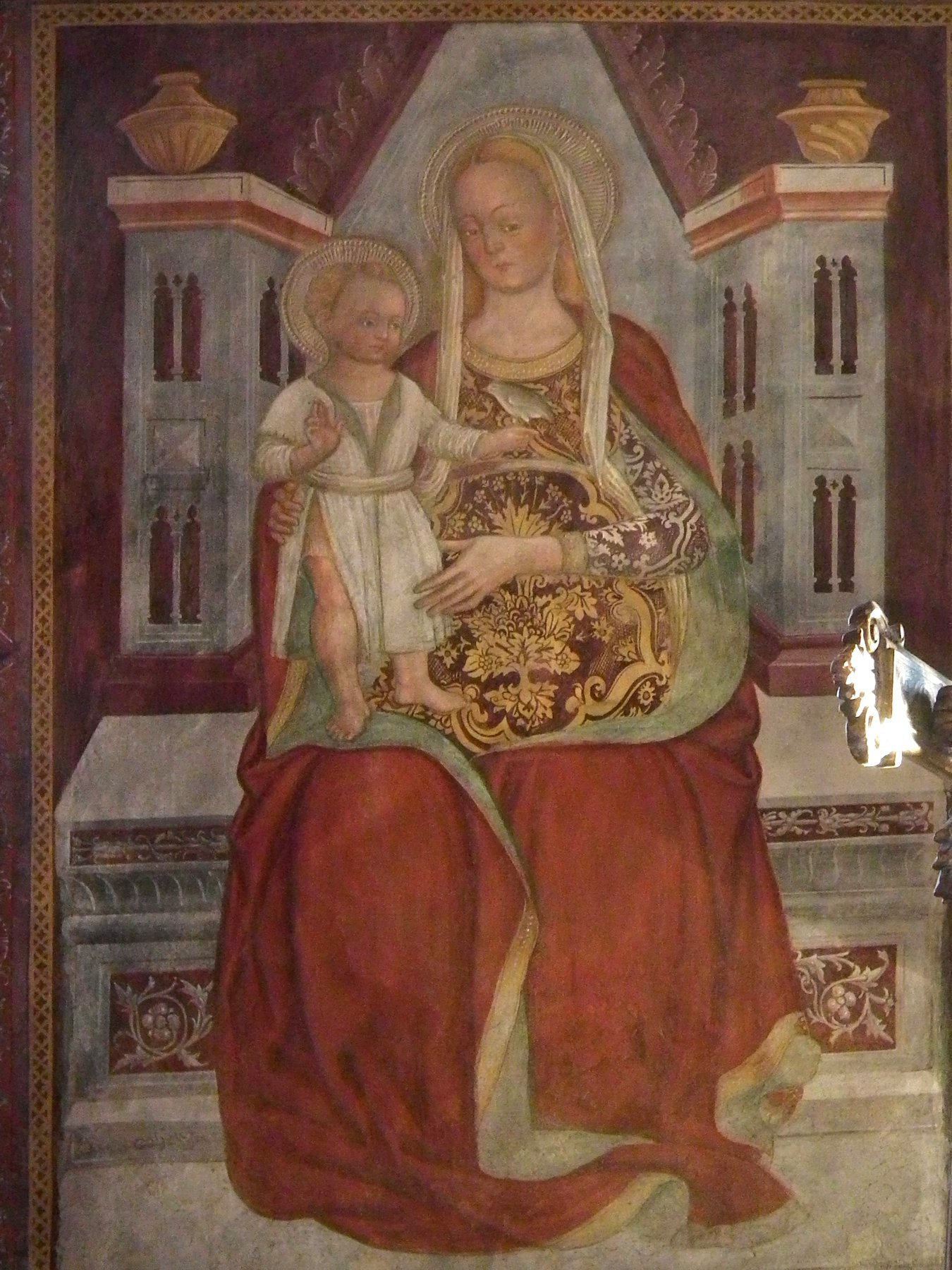
Madonna in trono con Bambino

Il santo è rappresentato con un vestito da pellegrino, un bastone, una bisaccia, sandali e cappello; sulla coscia sinistra è visibile il segno della peste che ha contratto.  Accanto a lui viene raffigurato un cane che gli porta del pane. All'interno dell'iconografia di san Rocco è sempre presente un cane. Egli contrasse la peste, ma nonostante il suo impegno verso il prossimo, nessuno mostrò l’intenzione di aiutarlo. A dispetto del bene e dell’altruismo dimostrato, Rocco venne cacciato lontano dal centro cittadino. Decise così di rifugiarsi in una grotta per pregare in solitudine. L’unico che da quel momento gli fece compagnia, andando a trovarlo ogni giorno, fu un cane che gli portava sempre un pezzo di pane, fino a quando Rocco non guarì definitivamente. Una volta guarito l’uomo proseguì la propria opera di aiuto accompagnato dal suo fedele cagnolino. 
Le tre raffigurazioni del santo sono presenti sulla destra della parete sud della chiesa e sono:
- san Rocco a sinistra, giovane, con la mano destra mostra il bubbone della peste, con la mano sinistra tiene il bastone del pellegrino alla cui sommità è appeso un cappello da viandante;
- san Rocco in centro, con le mani giunte in segno di preghiera. Sotto la veste si può vedere il bubbone, simbolo che identifica il santo e lo caratterizza;
- san Rocco a destra mentre guarda davanti a lui un piccolo cane che ha in bocca un pezzo di pane.[10]

#### Madonna in trono col Bambino
Questo è un affresco votivo risalente al tardo Quattrocento, il pittore che l’ha realizzato è sconosciuto ma probabilmente ha avuto rapporti con Giacomo Borlone de Buschis. Si possono notare i volti sorridenti e dolci del Bambino e della Madonna. Sulle mani del Bambino poggia un uccellino che rappresenta la liberazione, sia dalla malattia, che dal peccato.

#### Immagini: interno

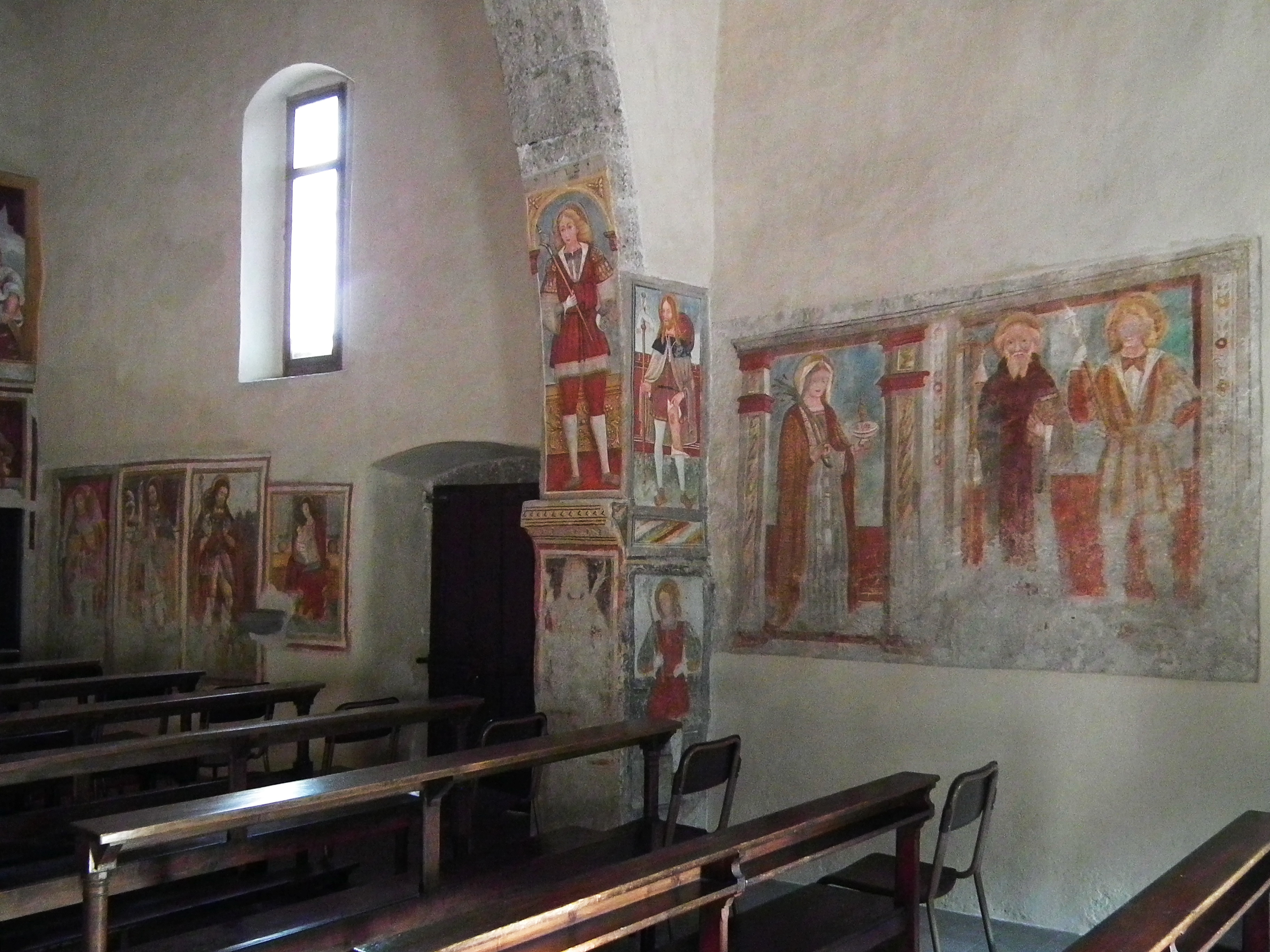
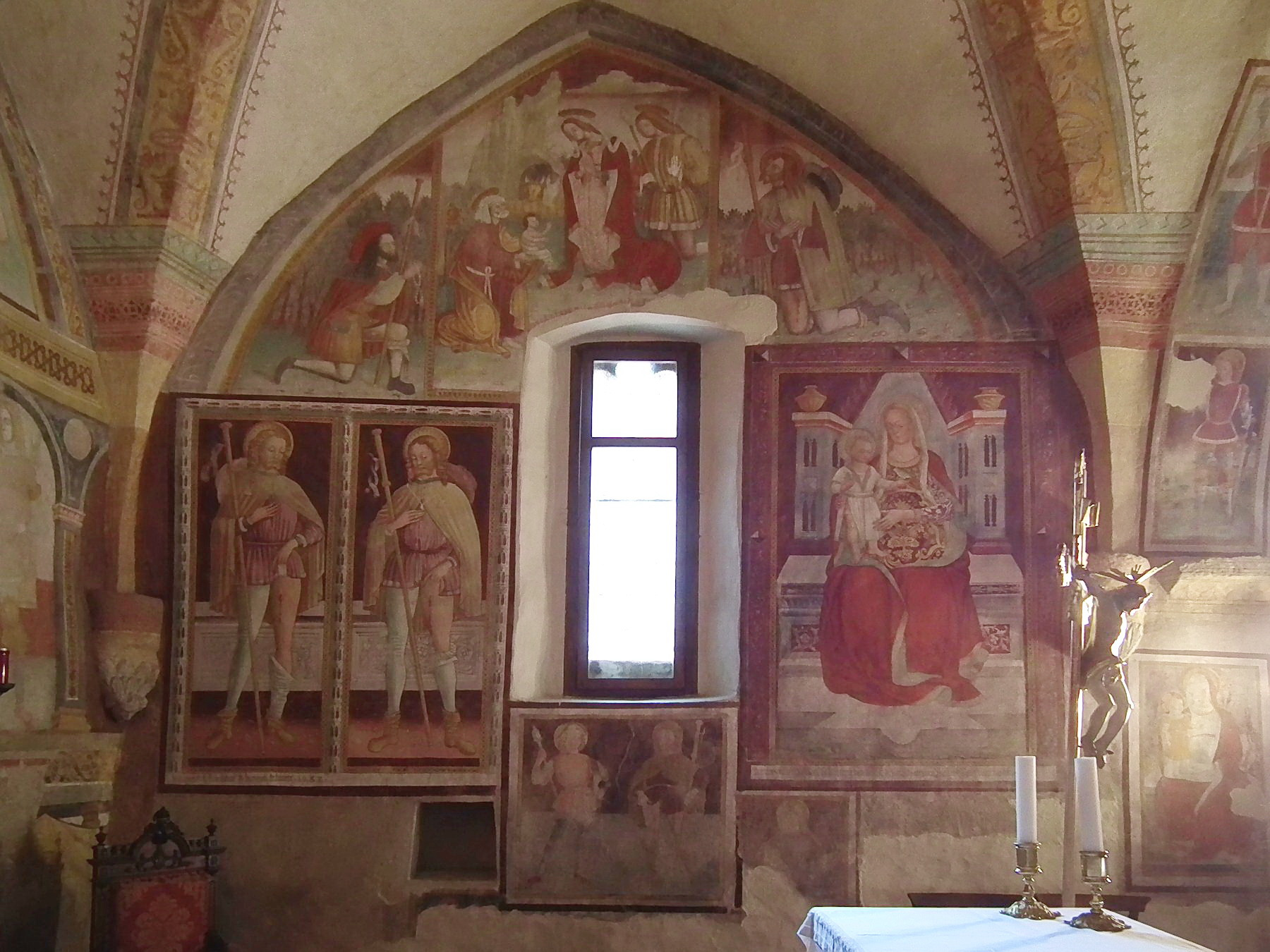
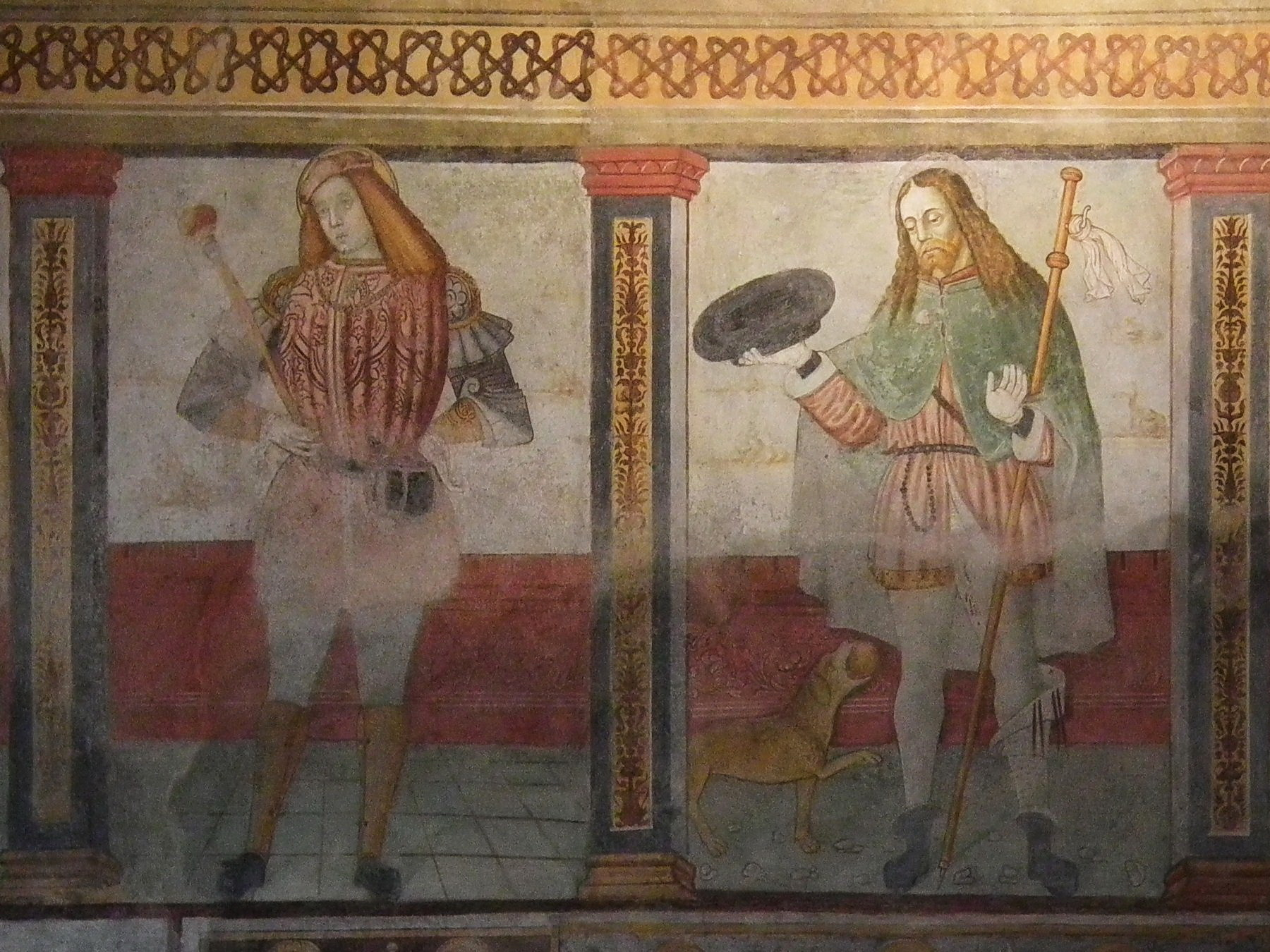
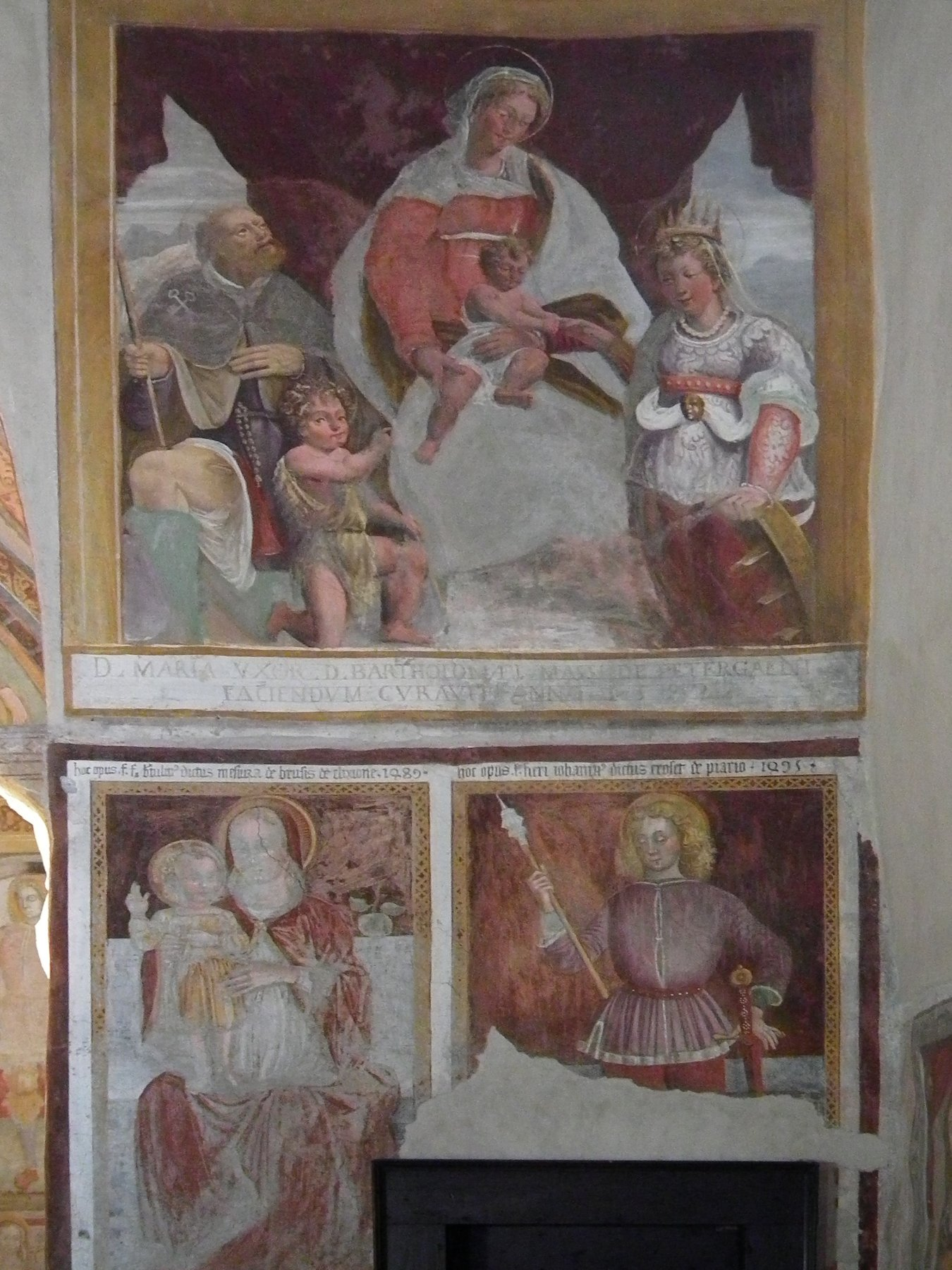
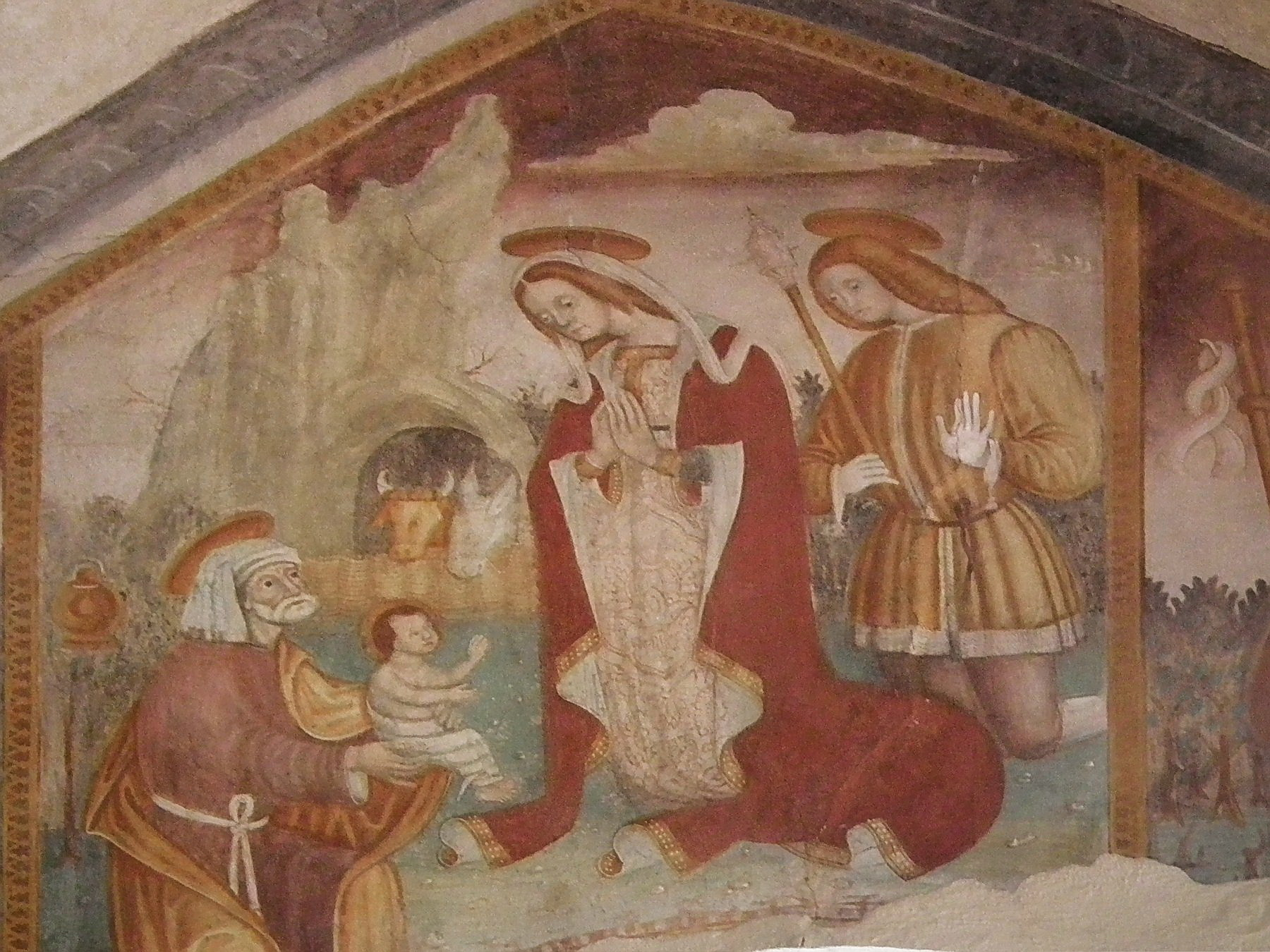
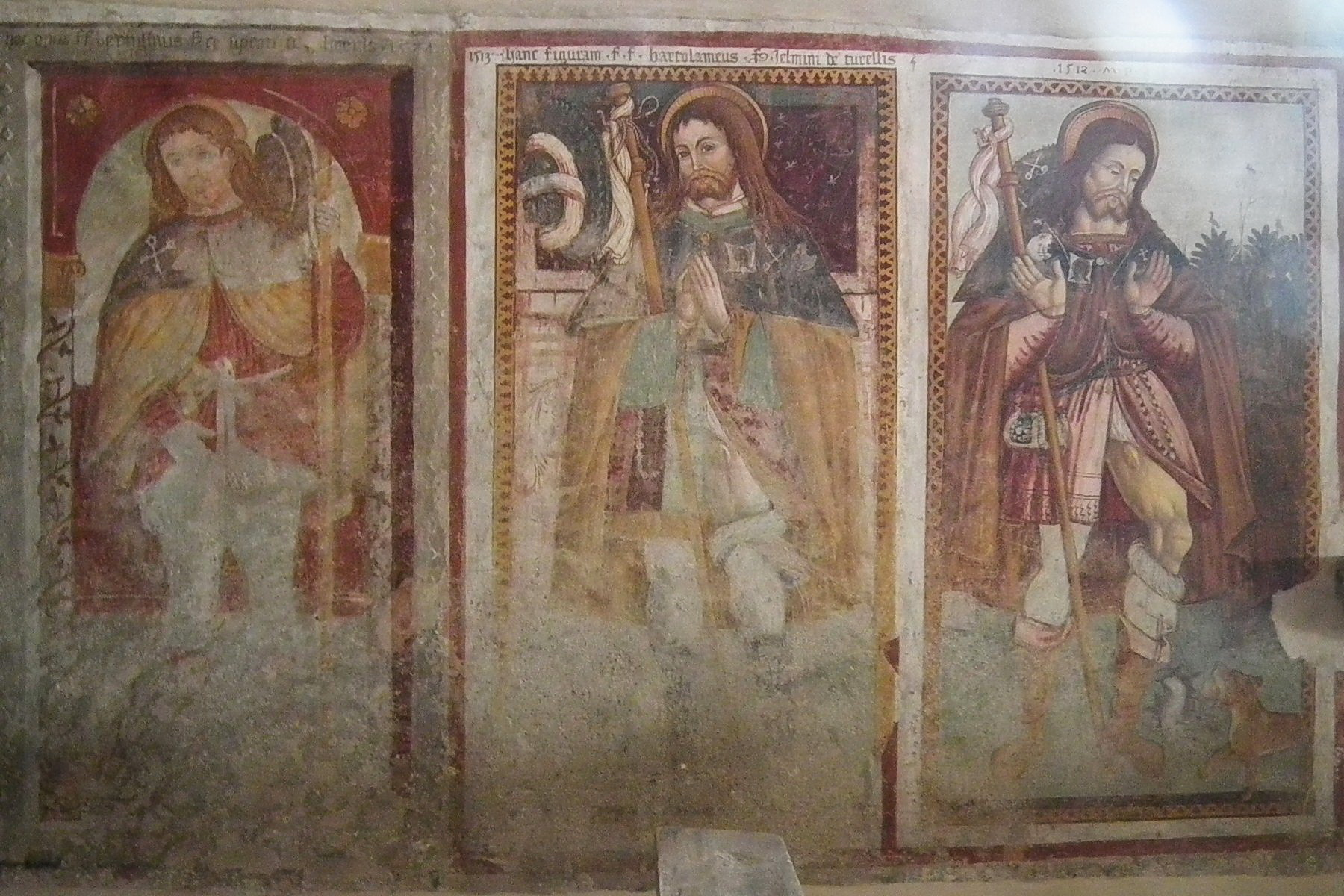